# Lingua creola della Riunione
Il creolo della Riunione o bourbonnais (in creolo della Riunione Kreol Réyoné) è una lingua creola parlata nell'isola della Riunione. Deriva dalla lingua d'oïl, (principalmente dialetti nord-ovest come normanno e Gallo), cui si sono aggiunti pochi vocaboli importati da altre lingue (hindi, cinese, inglese e malgascio).
Negli ultimi anni molti gruppi hanno provato a creare un dizionario e regole grammaticali, ma non c'è ancora una versione ufficiale. Il creolo della Riunione oggigiorno è scritto foneticamente.

## Esempio
Padre Nostro:
| Creolo della Riunione | Francese |
| --- | --- |
| Nout Papa ké lé dann siel K'out non lé rokonï K'out rèy i ariv K'out volonté i ginÿ fé Sï la tèr kom dann siel Donn anou zordi nout pin pou zhour-là Pardonn anou nout bann zofans Kom nou pardonn osi dëmounn La ofans anou Lès pa nou tonm dann tantasion Soman tir anou dan lo mal | Notre Père qui es aux cieux! Que ton nom soit sanctifié; que ton règne vienne; que ta volonté soit faite sur la terre comme au ciel. Donne-nous aujourd'hui notre pain de ce jour; pardonne-nous nos offenses, comme nous pardonnons aussi à ceux qui nous ont offensés; ne nous soumet pas à la tentation, mais délivre-nous du mal. |